# Eduardo Lonardi
Eduardo A. Lonardi Doucet (Buenos Aires, 15 de setembro de 1896 — Buenos Aires, 22 de março de 1956) foi um militar argentino, foi presidente de facto da Argentina que governou por menos de dois meses, após a derrubada de Juan Domingo Perón do poder pelo golpe de estado que ficou conhecido como Revolución Libertadora.